# ニューワールド (企業)
ニューワールド株式会社は、福岡県福岡市博多区に本社を置く、Eコマースサイトの運営やサイト作成クラウドファンディングのコーディネートなどを手がける日本の企業。

## 概要
「日本ブランドを世界No.1にする」ことを目指して設立された。「CRAFT STORE」の運営をはじめ、販売施策としての動画コンテンツの制作やプロモーションを通じ、日本のモノづくりメーカーのマーケティング活動など事業の拡大を図っている。Makuakeにて制作サポートしたプロジェクトの累計調達金額は11億円を突破している。

## 本社・事業所
福岡本社
福岡県福岡市博多区奈良屋町12-2 多久島ビル 1F
東京拠点
東京都渋谷区桜丘町23-3篠田ビル3階 グロース渋谷
新潟拠点
新潟県三条市桜木町12-38 三条ものづくり学校内

## 商品
- 開発ブランド
  - eni
  - TAMENTORI
  - tayfull
  - Identity
  - Daily's

## 沿革
- 2013年
  - 11月1日　福岡県福岡市にて創業、ファッションメディア「Guider（ガイダー）」を公開
- 2014年
  - 12日25日　ファッションEC「imanee（アイマニ）」にリニューアル
- 2015年
  - 10月　本社を福岡から東京へ移転、東京都新宿区西新宿にオフィスを設立
- 2016年
  - 3月2日　ファッション動画サイト「MIRROR（ミラー）」を公開
  - 8月　ものづくり系分散型動画メディア「CRAFT」へ事業転換
- 2017年
  - 1月 東京都世田谷区桜新町にオフィスを移転
  - 2月1日　日本の食器や生活雑貨をセレクトしたEC「CRAFT STORE」公開
- 2018年
  - 6月1日　西麻布に東京本社を移転
  - 8月1日　福岡オフィスを設立
  - 11月1日　プライベートブランド「eni」を発売
  - 11月13日　上海にてポップアップショップを開始
- 2019年
  - 2月22日　応援購入サイト「Makuake（マクアケ）」による「MakuakeCreators Network」に参画
- 2020年
  - 12月21日　日本デジタルトランスフォーメーション推進協会へ入会
- 2021年
  - 2月9日　「日本 DESIGN BANK」業務提携および理事に参画
  - 9月1日　新潟拠点立ち上げ[2]
- 2022年
  - 2月1日　福岡に本社を移転